# Athénée royal de Rösrath
Cet article court présente un sujet plus développé dans : Écoles belges des FBA.
L'athénée royal de Rösrath était un établissement d'enseignement de la Communauté française de Belgique, athénée royal belge créé en 1950, en République fédérale d'Allemagne (RFA), pour les enfants des militaires et du personnel civil des forces armées belges.

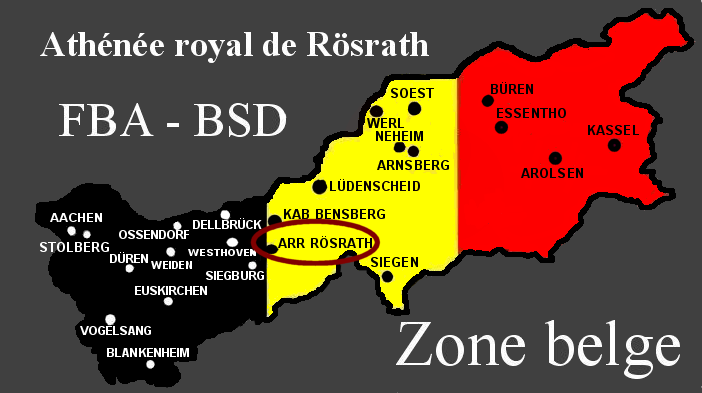
A.R. Rösrath - Établissement d'enseignement dans les FBA

## Histoire

### Création
En 1946, à l'arrivée des premières familles de militaires belges en zone d'occupation, il s'avère nécessaire d'organiser un enseignement primaire pour leurs enfants. Le 1er octobre 1946, Paul  Rorive,  premier directeur, se met à la tâche. Les premières classes ouvrent dès le mois de décembre.
En 1948, les enfants progressant dans leur scolarité, un enseignement secondaire, francophone et néerlandophone, est organisé dans la petite ville de Bad Honnef, sur la rive est du Rhin à une vingtaine de kilomètres au sud de Bonn. Le Koninklijk Atheneum te Bad-Honnef / Athénée Royal de Bad-Honnef est inauguré officiellement le 6 novembre 1948 par Camille Huysmans, ministre de l'Instruction publique, et le colonel Raoul Defraiteur, ministre de la Défense. 
En 1949, la République fédérale d'Allemagne voit le jour et choisit la ville de Bonn comme siège de son parlement et de son gouvernement. Les Belges doivent quitter Honnef, qui se trouve dans sa zone neutre. Après avoir été hébergé temporairement à Wuppertal, l'athénée bilingue est installé en avril 1950, au retour des vacances de Pâques, dans le château Venauen (de) à Rösrath,.

Secteur d'occupation belge dans la zone britannique en Allemagne de l'Ouest (1946-1955).
Secteur de responsabilité militaire belge dans le dispositif OTAN en R.F.A. durant la guerre froide.

### Scission
En janvier 1962, au vu de la forte augmentation de la population scolaire, la décision est prise de scinder l'athénée bilingue en un établissement francophone et un néerlandophone. L'athénée néerlandophone, officiellement créé au 1er septembre 1963, quitte progressivement Rösrath et est complètement installé dans le château de Bensberg pour la rentrée de septembre 1966. L'athénée royal de Rösrath (ARR) devient, tant administrativement que dans les faits, unilingue francophone et indépendant,.

### Suppression
En 2002, les bataillons belges quittent l'Allemagne et l'athénée ferme définitivement ses portes le 30 juin 2003.

Athénée royal de Rösrath, 3 mai 2003
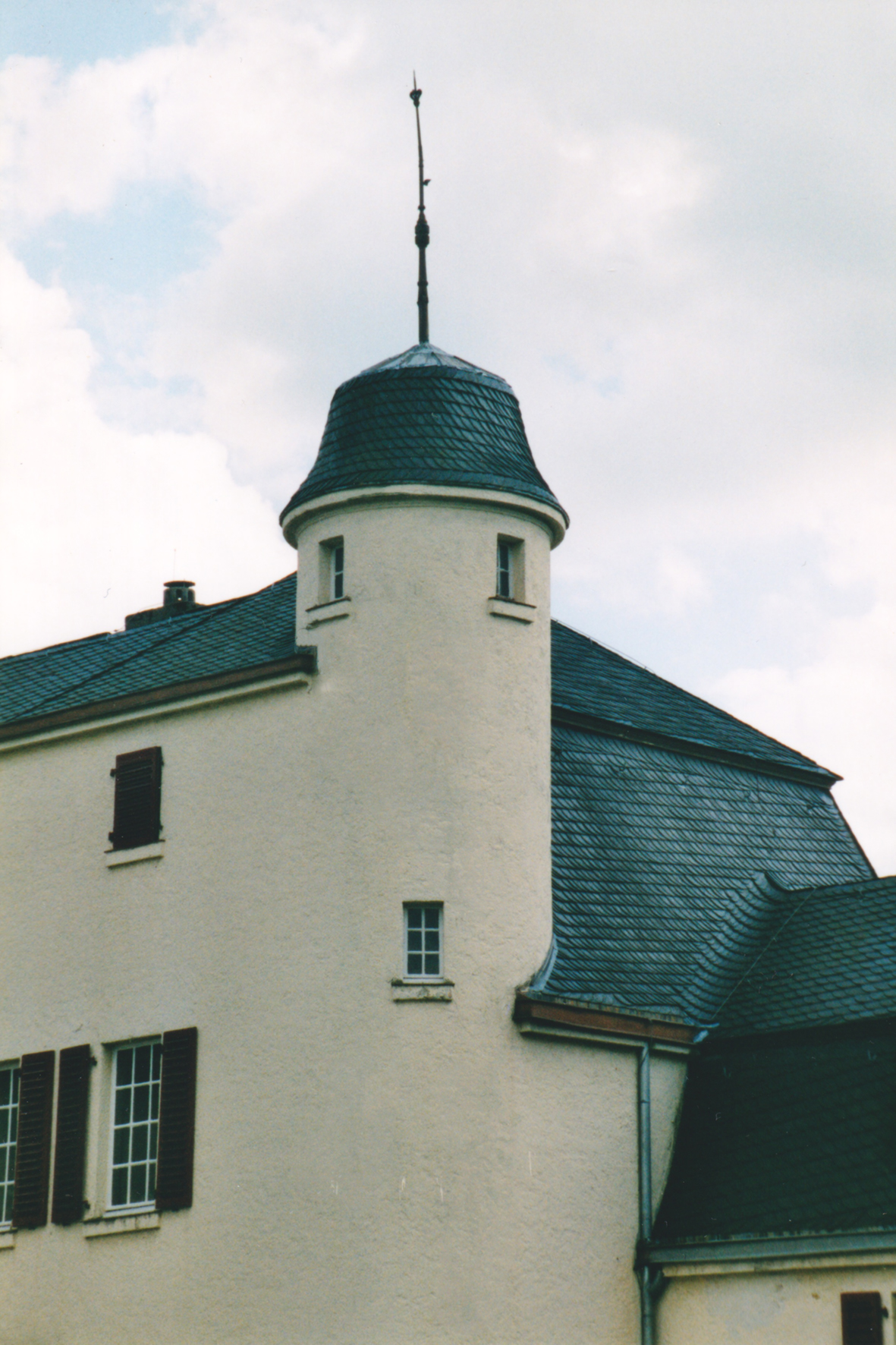
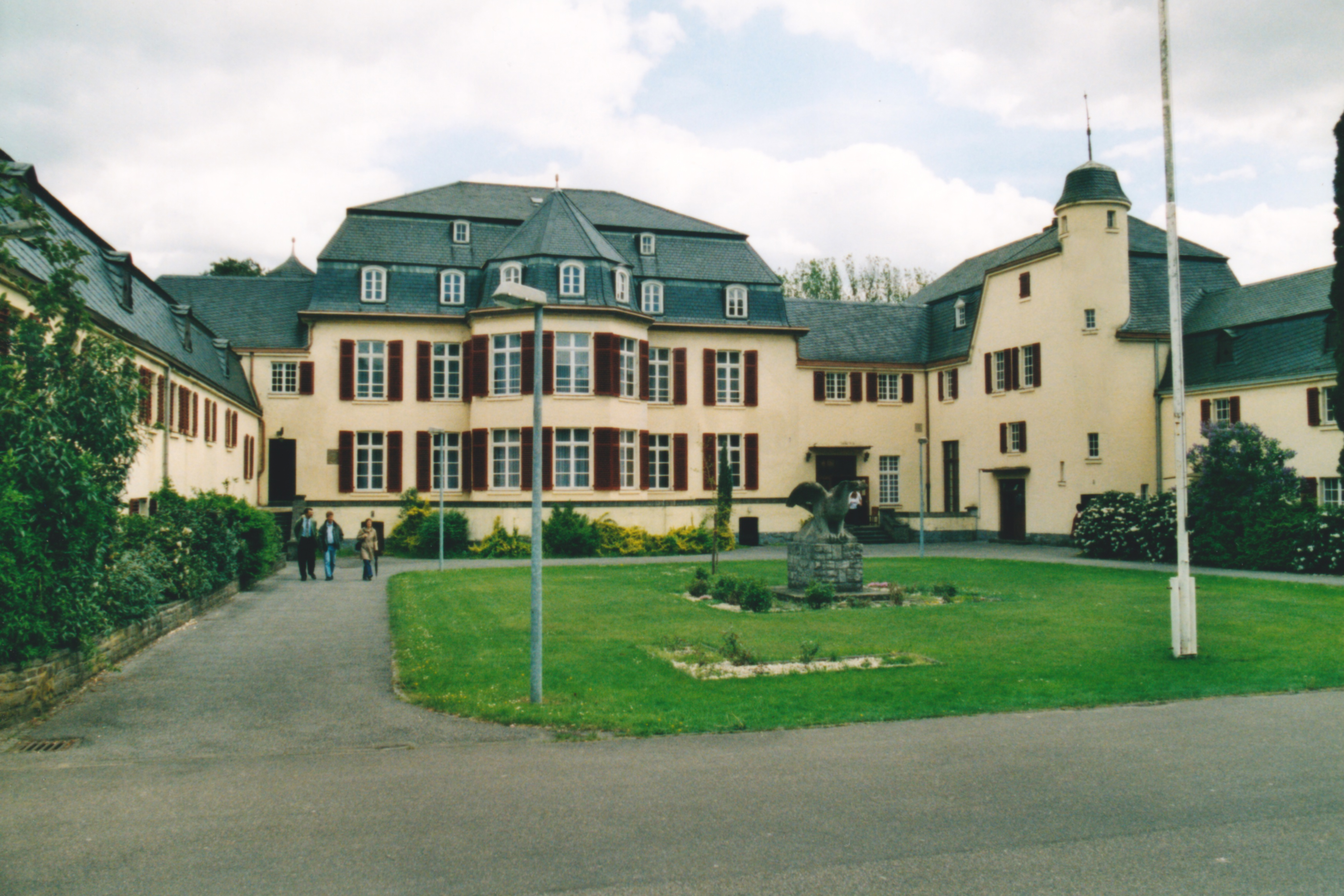
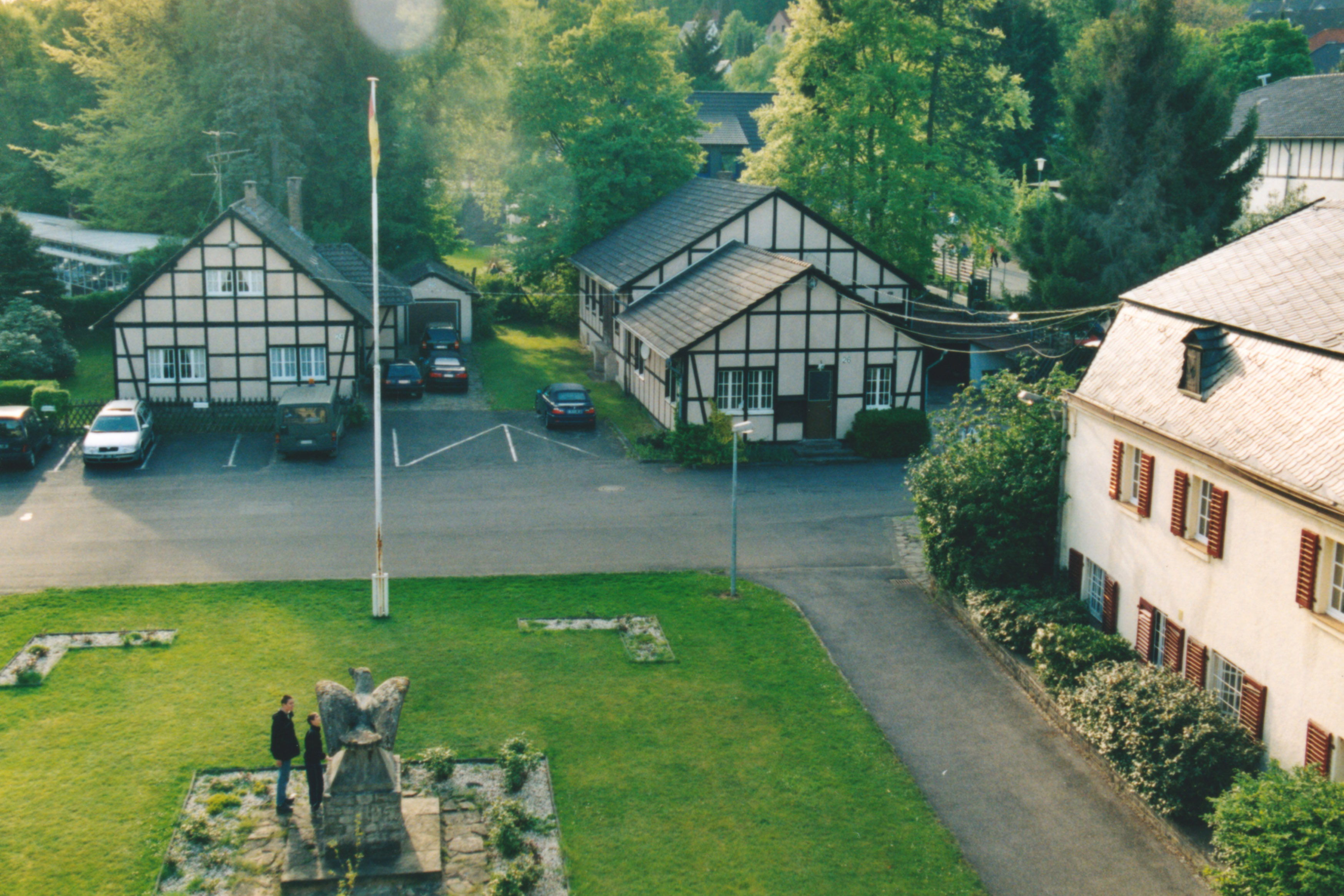
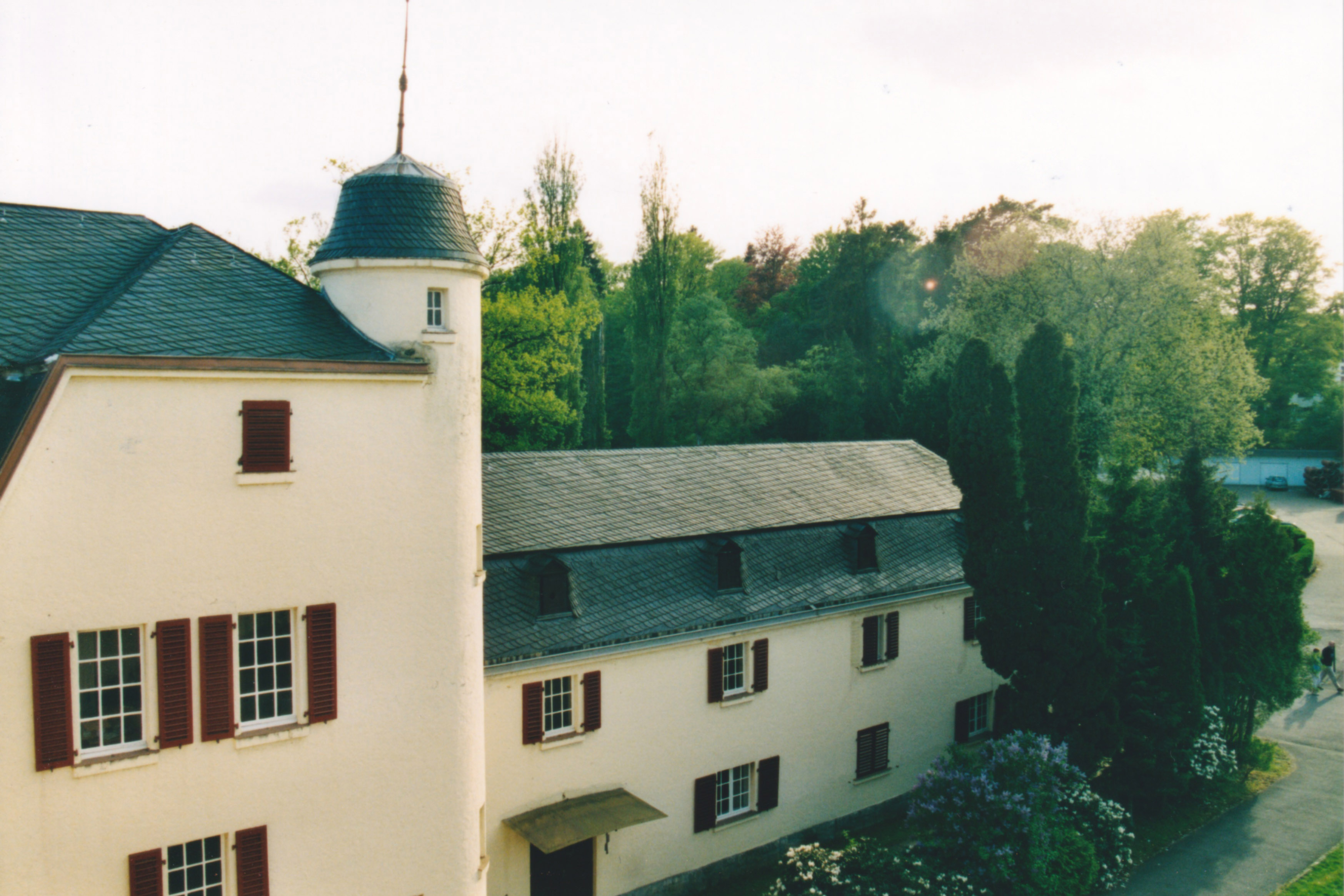

## Écoles annexées
Durant plus de 60 ans, de nombreuses écoles maternelles et primaires (écoles fondamentales) seront annexées à l'athénée royal de Rösrath au sein des Forces belges en Allemagne.

## Liste des préfets
- Paul Sak (01/09/1948-30/06/1954)
- Jean Schoups (01/09/1954-30/06/1955)
- Jules Ruchard (09/08/1955-30/04/1957)
- Fernand Nicolas (01/05/1957-30/06/1964)
- Freddy Bottriaux (01/09/1964-1976)
- Jacques Raisière (1976-1978)
- Ferdinand-Gilbert Talpaert (01/07/1978-31/12/1985)
- René Cryns (06/01/1986-31/08/1988)
- Robert Matillard (01/09/1988-1994)
- Michel Crine (1994-1996)
- Viviane Normand (1996-2003)